# Judith Jarvis Thomson
Judith Jarvis Thomson (New York, 4 ottobre 1929 – Cambridge, 20 novembre 2020) è stata una filosofa e scrittrice statunitense.
Era conosciuta per i suoi studi in campo etico, per la difesa dell'oggettività morale e dei diritti degli individui, per le sue opinioni sull'incompletezza della parola "buono" e per l'uso di esperimenti mentali legati a ragionamenti filosofici. Era molto conosciuta anche in campo bioetico per il saggio Una difesa dell'aborto, scritto nel 1971, in cui sostiene il diritto di abortire basandosi sul diritto della donna incinta ad avere controllo sul proprio corpo e sulle proprie funzioni vitali, piuttosto che sulla negazione della personalità del feto.

## Biografia
Judith Thomson era la secondogenita di Theodore Jarvis, banchiere, e Helen Vostrey Jarvis, insegnante di inglese. Ha frequentato le scuole elementari a New York e a Yonkers, e nel gennaio 1946 si è diplomata alla Hunter College High School di New York, una scuola superiore per studenti molto eccellenti gestita dall'Hunter College con fondi pubblici. Ha conseguito diverse lauree in filosofia: una prima laurea al Barnard College nel 1950, poi una seconda laurea presso l'Università di Cambridge nel 1952 e un dottorato alla Columbia University nel 1959.
È stata visiting professor all'Università di Pittsburgh (1976), all'Università della California (1983) e alla Yale Law School (1982, 1984, 1985). Ha collaborato con la Fulbright Foundation (1950-1951), con l'American Association of University Women (1962-1963), con il National Endowment for the Humanities (1978-1979, 1986-1987), con la Fondazione Guggenheim (1986-1987) e con il Center for Advanced Study a Oslo (1996). Nel 1989 è stata eletta nell'American Academy of Arts and Sciences ed è stata presidente dell'American Philosophical Association (Eastern Division) nel 1992-1993. Nel 1999 ha tenuto una conferenza per le Tanner Lectures on Human Values intitolata Goodness and Advice; nel 2003 ha tenuto una conferenza intitolata Normativity per la American Philosophical Association. Ha insegnato al MIT per la maggior parte della sua carriera, divenendo poi professore emerito. Anche il suo ex marito, James F. Thomson, è stato professore al MIT per diversi anni. Ha vinto il Quinn Prize dell'American Philosophical Association nel 2012.

### Ricerca e pubblicazioni
Le principali aree di interesse di Judith Thomson sono state la filosofia morale e la metafisica. Nella filosofia morale, ha dato grandi contributi alla metaetica, all'etica normativa e all'etica applicata. Tra i suoi contributi troviamo Moral Relativism and Moral Objectivity (scritto con Gilbert Harman), in cui difende l'idea dell'oggettività morale contro le idee relativiste di Harman. Rights, Restitution and Risk, scritto nel 1986, include discussioni sul suicidio assistito, sull'aborto e sulla difesa personale. The Realm of Rights (1992) e Goodness and Advice (2003) coprono le tematiche principali dell'etica normativa, inclusi il diritto morale e la definizione di bontà.

### Una difesa dell'aborto
L'esperimento mentale che ha reso famosa la Thomson è contenuto nel saggio Una difesa dell'aborto:
Ma ora vi chiedo di immaginare questa situazione. Una mattina vi svegliate distesi al fianco di un violinista privo di conoscenza, un violinista molto famoso. Gli è stata diagnosticata una grave insufficienza renale, la società dei musicofilí ha consultato tutti gli archivi medici disponibili e ha scoperto che siete gli unici a possedere il tipo di sangue adatto per la trasfusione. Vi hanno rapito, e la notte precedente il sistema circolatorio del violinista è stato collegato al vostro, in modo che i vostri reni possono depurare il suo sangue così come fanno con il vostro. Il direttore dell'ospedale vi dice ora: «Guardi, siamo spiacenti che la società di musícofili le abbia fatto questo – non l'avremmo mai permesso se l'avessimo saputo. Tuttavia l'hanno fatto e ora il violinista è collegato al suo corpo. Staccarsi vorrebbe dire ucciderlo. Ma non c'è da preoccuparsi, è solo per nove mesi. Per allora sarà guarito dalla sua insufficienza, e potrà essere staccato senza pericoli.».
Lo scenario è costruito per indurre a pensare che il diritto di ciascun uomo di non essere ucciso può scontrarsi con il diritto di un'altra persona di avere controllo sul proprio corpo. Nel saggio, Judith Thomson usa l'esempio del violinista per sostenere che "il diritto alla vita consiste non nel diritto a non essere uccisi, ma piuttosto nel diritto a non essere uccisi ingiustamente".
Non è sufficiente mostrare che il feto è una persona e rammentarci che tutte le persone hanno diritto alla vita – occorre che ci si mostri anche che uccidere il feto sia lesivo del suo diritto alla vita, vale a dire che l'aborto è una uccisione ingiusta. Ma lo è?
Il saggio ha sollevato reazioni e critiche da parte di diversi filosofi e bioetici. Philippa Ruth Foot sosteneva che negare un servizio (come nel caso del violinista) è differente da uccidere attivamente (come nel caso di un aborto). Il caso del violinista è poi stato ripreso da John Finnis nel suo The Rights and Wrongs of Abortion: a reply to Judith Thomson; Thomson rispose con il saggio Rights and Death, inserito nel volume Rights, Restitution, and Risk.

## Opere
- Normativity (2008)
- Goodness and Advice (2003)
- Moral Relativism and Moral Objectivity (1996) con Gilbert Harman
- The Realm of Rights (1990)
- Rights, Restitution, and Risk (1986)
- Acts and Other Events (1977)
- Killing, Letting Die and the Trolley Problem (1976)
- The Right to Privacy (1975)
- Preferential Hiring (1973)